# مايكل ليفينغستون
مايكل ليفينغستون (بالإنجليزية: Michael Livingston)‏ (1975، كولورادو في الولايات المتحدة)؛ مدرس وروائي أمريكي.